# Kenneth C. Griffin
Kenneth C. Griffin (Daytona Beach, Florida; 15 de octubre de 1968) es un multimillonario inversor y economista estadounidense. Griffin asistió a la Universidad de Harvard, donde lanzó su primer fondo de cobertura desde su dormitorio a los 19 años. Griffin, es el fundador, director ejecutivo y propietario del 85% de la firma de inversión global Citadel, fundada en 1990. Las empresas brinda servicios comerciales a administradores de activos, bancos, agentes de bolsa y fondos de cobertura, con oficinas en América del Norte, Europa y Asia Pacífico. Griffin, es un filántropo notable, con un profundo historial de apoyo a instituciones de clase mundial en las áreas de educación, artes y cultura y economía.

## Inicios y educación
Griffin nació en 1968 en Daytona Beach, Florida, hijo de un ejecutivo de suministros de construcción. El padre de Griffin era director de proyectos de General Electric. La abuela de Griffin, Genevieve Huebsch Gratz, heredó un negocio de petróleo, tres granjas y un negocio de semillas.
Griffin creció en Boca Raton, Florida, y pasó algún tiempo en Texas y Wisconsin. Fue a la escuela secundaria en Boca Raton seguido de Boca Raton Community High School, donde fue presidente del club de matemáticas. En la escuela secundaria, Griffin dirigió una empresa de software educativo de venta por correo con descuento en su habitación llamada EDCOM. En un artículo de 1986 en un periódico local, Griffin declaró que cree que se convertirá en empresario o abogado y que cree que el mercado laboral para programadores de computadoras disminuirá significativamente durante la próxima década.
Griffin comenzó sus estudios en la universidad de Harvard en el otoño de 1986. Ese año, una de sus primeras inversiones fue comprar opciones de venta en Home Shopping Network, obteniendo una ganancia de $ 5,000. También invirtió en oportunidades de arbitraje convertible en bonos convertibles. A pesar de la prohibición de administrar negocios desde el campus, Griffin convenció a los administradores de la escuela para que le permitieran instalar una antena parabólica en el techo del dormitorio de Cabot House para recibir cotizaciones de acciones. También le pidió al gerente de bonos convertibles de Merrill Lynch en Boston que le abriera una cuenta de corretaje con $ 100,000 que Griffin había obtenido de su abuela, su dentista y otros. Su primer fondo se lanzó en 1987 con $ 265,000, días después de cumplir 19 años. El fondo se lanzó a tiempo para beneficiarse de las posiciones cortas el Lunes Negro (1987). Griffin se graduó en 1989 con una licenciatura en Economía.

## Fortuna
En 2003, a los 34 años, Griffin fue nombrado por la revista Forbes 400 como el individuo más joven que se había hecho a sí mismo, con un patrimonio neto estimado de $ 650 millones.
A partir de marzo de 2015, Citadel es una de las empresas de gestión de inversiones alternativas más grande del mundo, con un capital de inversión estimado de $ 25 mil millones. El grupo de fondos de inversión de Citadel se encuentra entre los mayores fondos y con más éxito del mundo.  Forbes  estableció que Griffin fue uno de los gestores de fondos de cobertura con mayores ganancias del 2012 y entró a formar parte de la lista Forbes 400.
A fecha de febrero de 2018 Griffin tenía un patrimonio neto estimado de 8.700 millones de dólares, lo que lo convierte en el hombre más rico de Illinois y la 52.ª persona más rica de América. A principios de 2014, Griffin hizo una donación de 150 millones de dólares al programa de becas de la Universidad de Harvard, su alma mater, la cual fue la mayor donación individual jamás realizada a la institución hasta ese momento, y sus donaciones a varias organizaciones y causas han alcanzado la cifra de aproximadamente 500 millones.
En noviembre de 2020, según Bloomberg News, el patrimonio neto de Griffin superó los $ 20 mil millones debido a un aumento en el valor de Citadel, de los cuales la participación de Griffin fue de $ 11,2 mil millones. Citadel Securities, un creador de mercado, aumentó sus ganancias a $ 2.360 millones durante el primer semestre de 2020 en comparación con $ 982 millones para el mismo período en 2019 debido a una mayor volatilidad, volumen y participación de los comerciantes minoristas.

## Citadel
Citadel administra el capital de inversionistas prominentes de todo el mundo, incluidos programas de jubilación, programas de donaciones y fundaciones y fondos soberanos. Citadel es ampliamente conocido como un conglomerado mundial con docenas de empresas y miles de millones en acciones. Citadel tiene más de 3.000 empleados, con sedes operativas en Manhattan, sedes corporativas en Chicago, Londres, Hong Kong, Canadá, Shanghái, Singapur y Sídney, y oficinas en América del Norte, Asia y Europa. La empresa categoriza sus áreas de operaciones en distintos segmentos y agrupa sus subsidiarias en tres compañías: Citadel el administrador de activos, Citadel Securities el creador de mercado y Citadel Technology.

### Citadel Securities
Citadel Securities es un creador de mercado líder a nivel mundial, que ofrece una amplia gama de productos de renta fija y renta variable a bancos, agentes de bolsa, agencias gubernamentales, corporaciones, aseguradoras y fondos soberanos. En 2016, Citadel Securities se convirtió en el Creador de Mercado Designado (DMM) # 1 con la mayor presencia en la Bolsa de Valores de Nueva York (NYSE), responsable de negociar aproximadamente 1,500 emisores que representan alrededor de $ 9 billones de capitalización de mercado. Citadel Securities, maneja el 40% de las operaciones bursátiles en los Estados Unidos, en marzo de 2021, cuando la pandemia del coronavirus y una guerra de precios del petróleo entre Rusia y Arabia Saudita desencadenaron una liquidación del mercado.

### Citadel Tecnología
Citadel Technology, establecida en 2009, es la filial de Citadel de propiedad total y de gestión independiente. Ofrece tecnología de gestión de inversiones, desarrollada internamente en Citadel, a una amplia gama de empresas y fondos. En 2013, Citadel Technology anunció una asociación con REDI. La asociación combina el sistema de gestión de pedidos (OMS) de Citadel con las capacidades de gestión de ejecución (EMS) de REDI.

## Legado filantrópico

### Harvard Legado de ayuda financiera
En 1999, en su décimo año de reunión, estableció una beca en la universidad de Harvard en honor a su abuelo, Wayne R. Gratz. Griffin es miembro del Grupo de Trabajo de Ayuda Financiera de la Facultad de Artes y Ciencias, en el que jugó un papel clave en el establecimiento de una ley de ayuda financiera, lo que llevó a nuevas políticas que ampliaron el alcance del programa de ayuda financiera. En 2015, se estableció oficialmente la Oficina Griffin de Ayuda Financiera, dedicada a brindar ayuda financiera a estudiantes de bajos recursos, independientemente de su raza, género, religión o capacidad financiera.

### Kenneth C. Griffin Departamento de Economía
En 2017, se creó el Departamento de Economía Kenneth C. Griffin para brindar ayuda financiera a estudiantes de pregrado y posgrado en la Universidad de Chicago. En 2019, Griffin estableció la Incubadora de Economía Aplicada Griffin, como una iniciativa científica dentro del conjunto de programas del Departamento de Economía de Kenneth C. Griffin. La misión de KCGRI es mejorar la comprensión de uno de los problemas más urgentes de la humanidad: la reducción de la pobreza global, en todas sus formas. La incubadora está ubicada en la Universidad de Chicago y representa un centro importante para generar iniciativas clave que impulsan cambios de política y pensamiento de base amplia.

### El Museo de Ciencia e Industria Kenneth C. Griffin
En octubre de 2019, el fondo benéfico de Griffin anunció una donación de 125 millones de dólares al Museo de Ciencia e Industria de Chicago, la donación más grande en la historia del museo. El edificio tiene la palabra "museo" adjunta a su nombre como el Museo de Ciencia e Industria Kenneth C. Griffin en honor al Sr. Griffin.

### Fondo benéfico Griffin
Las donaciones caritativas de Griffin han dejado un legado de donaciones a universidades, iglesias, museos, escuelas públicas, fuerzas del orden y otras agencias gubernamentales en los Estados Unidos. A través del fondo benéfico Griffin, Griffin ha sido un importante benefactor de la Universidad de Harvard y la Universidad de Chicago. En 2010, Griffin contribuyó a las producciones de la Orquesta Sinfónica de Chicago en Millennium Park. En 2011, Griffin contribuyó a construir una nueva capilla en la Cuarta Iglesia Presbiteriana de Chicago. El edificio moderno se llama "The Gratz Center" en honor a los abuelos de Griffin. En 2019, Griffin donó $ 21,5 millones al Museo Field de Historia Natural y su exhibición de dinosaurios se llama Griffin Dinosaur Experience.
En respuesta a la pandemia de COVID-19, Griffin contribuyó con millones para apoyar la investigación científica para proteger a las personas de la enfermedad, además de múltiples iniciativas para proporcionar alimentos, medicamentos y servicios a las comunidades marginadas afectadas por la pandemia.

## Política

### La Casa Blanca y el Senado de EE. UU.
Griffin se desempeña como presidente de finanzas nacionales del Senado de los Estados Unidos.  Griffin ha mantenido una serie de reuniones con la Casa Blanca y el gobierno federal de los Estados Unidos, incluido el Foro de Política y Estrategia del Presidente, brindando asesoría para revitalizar la economía estadounidense y crear millones de empleos.

### La violencia armada
Griffin incrementó sustancialmente el uso de la tecnología para abordar el crimen, la violencia armada y los costos colaterales del sistema de justicia penal. A través del fondo benéfico de Griffin, ha donado millones para reducir los delitos violentos en Chicago. A través de colaboraciones con el laboratorio de crimen y educación no solo en la Universidad de Chicago sino en instituciones líderes como UC Berkeley, Carnegie Mellon University, Cornell, Duke, University of Michigan, Northwestern University, New York University (NYU), Princeton University, University de Pensilvania y la Universidad de Yale. El programa recopila y analiza datos de disparos en distritos de alta criminalidad con el objetivo de prevenir y responder a los disparos. Los asesinatos en la ciudad de Chicago disminuyeron un 17 por ciento el primer año en comparación con el mismo período del año anterior. Además, Griffin financió el lanzamiento de dos programas destinados a prevenir problemas que pueden conducir a suicidios o uso excesivo de la fuerza por parte de los agentes.

## Patentes
En 2002, se le concedió su primera patente americana (USP 20020138387) por un método y sistema para medir la exposición de un fondo de inversión a un emisor de activos financieros. 
- Patente USPTO n.º 20020138387 Método y sistema para medir la exposición de un fondo de inversión a un emisor de activos financieros. Solicitante: Citadel Investment Group, L.L.C. Inventor: Kenneth C. Griffin.[53]

Griffin también figura como co-inventor de otras patentes estadounidenses otorgadas a su corporación y sus filiales. Ha solicitado patentes para proteger las siguientes invenciones:
- Patente USPTO n.º 10748214 Método y sistema de medición de la exposición de un fondo de inversión a un emisor de activos financieros. Solicitante: CE TM HOLDINGS LLC. Inventores: Kenneth C. Griffin, Tom Miglis.[54]

- Patente USPTO n.º 9704198 Método y sistema para facilitar una comunicación electrónica basada en el contexto sobre una transacción financiera. Solicitante: KCG IP HOLDINGS LLC. Inventores: Kenneth C. Griffin, Tom Miglis.[55]

- Patente USPTO n.º 20130275339 Método y sistema para facilitar una comunicación electrónica basada en el contexto sobre una transacción financiera. Inventores: Kenneth C. Griffin, Tom Miglis.[56]

- Patente USPTO n.º 8458077 Método y sistema para facilitar una comunicación electrónica basada en el contexto sobre una transacción financiera. Solicitante: KCG IP Holdings LLC. Inventores: Kenneth C. Griffin, Tom Miglis.[57]

- Patente USPTO n.º 8214283 Métodos y sistemas implementados y/o asistidos por computadora para proporcionar una ejecución rápida de, por ejemplo, contratos de opciones cotizadas utilizando analizadores de toxicidad y/o ganancias. Solicitante: Citadel Investment Group, L.L.C. Inventores: Kenneth C. Griffin, Matthew Andresen.[58]

- Patente USPTO n.º 20110238594 Métodos y sistemas implementados y/o asistidos por computadora para proporcionar una ejecución rápida de, por ejemplo, contratos de opciones cotizados utilizando analizadores de toxicidad y/o ganancias. Solicitante: Citadel Investment Group, L.L.C. Inventores: Kenneth C. Griffin, Matthew Andresen.[59]

- Patente USPTO n.º 7987128 Métodos y sistemas implementados y/o asistidos por computadora para detectar, rastrear y responder a órdenes tóxicas, o probablemente tóxicas, en un flujo de órdenes de acciones utilizando analizadores de toxicidad y/o ganancias. Solicitante: Citadel Investment Group, L.L.C. Inventores: Kenneth C. Griffin, Matthew Andresen.[60]

- Patente USPTO n.º 7958039 Métodos y sistemas implementados y/o asistidos por computadora para proporcionar una ejecución rápida de, por ejemplo, contratos de opciones cotizados utilizando analizadores de toxicidad y/o ganancias. Solicitante: Citadel Investment Group, L.L.C. Inventores: Kenneth C. Griffin, Matthew Andresen.[61]

- Patente USPTO n.º 7899729 Métodos y sistemas implementados y/o asistidos por computadora para proporcionar precios de ejecución garantizados, especificados y/o predeterminados en un plazo garantizado, especificado y/o predeterminado en la compra o venta de, por ejemplo, opciones cotizadas. Solicitante: Citadel Investment Group LLC. Inventores: Kenneth C. Griffin, Matthew Andresen.[62]

- Patente USPTO n.º 20110040661 Método y sistema para facilitar una comunicación electrónica basada en el contexto sobre una transacción financiera. Solicitante: KCG IP HOLDINGS LLC. Inventores: Kenneth C. Griffin, Tom Miglis.[63]

- Patente USPTO n.º 20110040700 Método y sistema de agregación de contexto asociado a una transacción financiera. Solicitante: KCG IP HOLDINGS LLC. Inventores: Kenneth C. Griffin, Tom Miglis.[64]

- Patente USPTO n.º 20110040699 Método y sistema de medición de la exposición de un fondo de inversión a un emisor de activos financieros. Solicitante: KCG IP HOLDINGS LLC. Inventores: Kenneth C. Griffin, Tom Miglis.[65]

- Patente USPTO n.º 20100030704 Métodos y sistemas implementados y/o asistidos por ordenador para proporcionar precios de ejecución garantizados, especificados y/o predeterminados en un plazo garantizado, especificado y/o predeterminado sobre la compra o venta o, por ejemplo, opciones cotizadas. Inventores: Kenneth C. Griffin, Matthew Andresen.[66]

- Patente USPTO n.º 20090313179 Métodos y sistemas implementados y/o asistidos por computadora para detectar, rastrear y responder a órdenes tóxicas, o probablemente tóxicas, en un flujo de órdenes de acciones utilizando analizadores de toxicidad y/o ganancias. Solicitante: Citadel Investment Group, L.L.C. Inventores: Kenneth C. Griffin, Matthew Andresen.[67]

- Patente USPTO n.º 7603309 Métodos y sistemas implementados y/o asistidos por computadora para proporcionar precios de ejecución garantizados, especificados y/o predeterminados en un plazo garantizado, especificado y/o predeterminado en la compra o venta de, por ejemplo, opciones cotizadas. Solicitante: Citadel Investment Group, L.L.C. Inventores: Kenneth C. Griffin, Matthew Andresen.[68]

- Patente USPTO n.º 7587347 Métodos y sistemas implementados y/o asistidos por computadora para detectar, rastrear y responder a órdenes tóxicas, o probablemente tóxicas, en un flujo de órdenes de acciones utilizando analizadores de toxicidad y/o ganancias. Solicitante: Citadel Investment Group, L.L.C. Inventores: Kenneth C. Griffin, Matthew Andresen.[69]

## Honores y premios
En 2008, fue incluido en el Salón de la fama de los Hedge Fund Manager de Institutional Investors Alpha junto con Jim Simons, Alfred Winslow Jones, Bruce Kovner, David Swensen, George Soros, Jack Nash, Julian Roberston, Leon Levy, Louis Bacon, Michael Steinhardt, Paul. Tudor Jones, Seth Klarman y Steven A. Cohen.
Ese mismo año recibió el premio Golden Plate de la Academia de Logros presentado por el miembro del Consejo de Premios Richard M. Daley, el Alcalde de Chicago
En 2017 recibió el premio a la trayectoria del inversor institucional y el premio Navy SEAL Patriot

## Controversias
El 13 de noviembre de 2008, Griffin fue criticado durante la crisis de las hipotecas de alto riesgo de 2007 y 2008. Testificó ante el Congreso para abordar su papel en la crisis financiera.
En abril de 2016, Citadel se convirtió en el mayor accionista de McDonald's. El Sr. Griffin fue el objetivo de los manifestantes que exigían un salario de $15 por hora.
En enero de 2020, Griffin atrajo críticas por los controvertidos programas de reconocimiento facial utilizados por la policía de Chicago. En mayo de 2020, la policía de Chicago confirmó que el departamento ya no utilizaba el reconocimiento facial.
Ken Griffin se ha enfrentado a muchas controversias relacionadas con su patrimonio neto real, según CNBC, Citadel tenía casi $176 mil millones en activos regulatorios bajo administración reportados con la Comisión de Bolsa y Valores (SEC). Incluso el expresidente de los Estados Unidos, Donald Trump, durante una ceremonia de firma del acuerdo comercial de fase uno con China en la Casa Blanca, acusó públicamente al Sr. Griffin de intentar ocultar su dinero. “ La forma de pensar en Citadel es como el Amazon del fondo de coberturas ”, dice un analista de tecnología de mercados de capital en Aite Group.
A finales de 2020, Griffin participó en las mayores batallas fiscales del año. Según los registros de la Junta Electoral de Illinois, Ken Griffin donó $ 58 millones de su propio dinero a la Coalición para detener la enmienda propuesta al aumento de impuestos. La Enmienda Fiscal fue rechazada en noviembre del mismo año.
En 2021, Griffin testificó ante el Comité de Servicios Financieros de la Cámara para abordar el papel de Citadel en la controversia de GameStop, sobre la información que su compañía pudo obtener de los flujos de clientes minoristas, y especialmente, sobre la idea de que estaba jugando en ambos lados. Griffin declaró que "no tuvo nada que ver", durante una audiencia virtual del Comité de Servicios Financieros de la Cámara el 18 de febrero.

## Vida personal
Griffin ha contribuido con decenas de millones de dólares a causas y candidatos políticos. Es un importante donante de museos, incluidos el Whitney Museum of American Art y el Museum of Modern Art de la ciudad de Nueva York, y el Art Institute of Chicago. Posee una colección de arte valorada en $800 millones y residencias personales valoradas en total en más de $1 mil millones. Su compra en 2015 de dos pinturas por $500 millones representó el mayor acuerdo de arte privado de la historia. La gran mayoría de la colección de arte de Griffin se exhibe en museos para que el público la disfrute. Sus compras de residencias en Londres y la ciudad de Nueva York, por $122 millones y $ 238 millones, respectivamente, batieron récords por los precios más altos pagados por las residencias en esas ciudades. Griffin posee dos jets privados: un Bombardier Global Express de 2001 y un Bombardier Global 6000 de 2012, fabricado por Bombardier Aerospace para misiones militares y misiones de combate, incluidas las utilizadas por la 89a Ala de Transporte Aéreo que vuela al Presidente de los Estados Unidos.
Griffin estuvo casado dos veces y tiene tres hijos con su segunda exesposa. El Sr. Griffin mantiene la custodia compartida de sus hijos.